# Mikael II (bysantinsk kejsare)

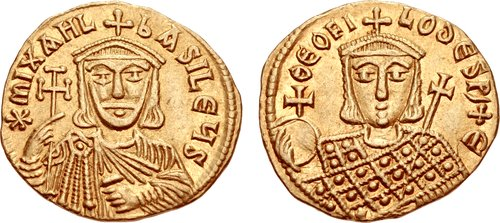
Mikael II och hans son Theofilos på ett bysantinskt mynt.

Mikael II, född 770, död 829, var bysantinsk kejsare 820-829.
Mikael föddes i staden Amorium och började sin bana som soldat. Han steg i graderna och hjälpte småningom Leo V att avsätta Mikael I Rangabe. Han blev dock senare osams med Leo, varpå denne dömde Mikael till döden. Detta ledde till en sammansvärjning under den senares ledning som resulterade i mordet på Leo julen 820. Mikael fick genast ta itu med ett stort uppror som nästan kostade honom kronan och som underkuvades först 824. De senare åren av hans styre präglades av militära nederlag mot muslimska trupper.
Religiöst stöttade han ett återupprättande av ikonoklasmen, som redan under Leo V börjat återvinna sin kraft.